# 301 Bavaria
A 301 Bavaria a Naprendszer kisbolygóövében található aszteroida. Johann Palisa fedezte fel 1890. november 16-án.